# 高植 (北魏)
高植，北魏官员，出身高句丽，自称祖先渤海蓚县人，他是高肇的儿子。
高植自中书侍郎出任为济州刺史，率州军讨破元愉，别将有功。当受到封赏，高植不受，说：“我家受到重恩，为国效力是我等平常的节操，何足以担当升官的报酬。”恳切发于至诚。历任青州、相州、朔州、恒州四州刺史，高植去世在其父倒台之前。高植历任五州，都以清能著称，当时号为良刺史。赠安北将军、冀州刺史。